# Werner Kaufmann
Werner Kaufmann (* 14. November 1924 in Zorge/Harz; † 30. Januar 2013 in Köln) war ein deutscher Internist und Hochschullehrer. Er war von 1972 bis zu seiner Emeritierung im Jahr 1991 Inhaber des Lehrstuhls für Medizin II an der Universität zu Köln.

## Werdegang
Werner Kaufmann studierte von 1947 bis 1953 Medizin an den Universitäten Göttingen und Marburg, wo er 1953 zum Dr. med. promoviert wurde.  Von 1954 bis 1956 arbeitete er am W.G. Kerkhoff Institut der Max-Planck-Gesellschaft in Bad Nauheim. Danach absolvierte er an der Medizinischen Universitätsklinik Marburg bei Hans Erhard Bock die Weiterbildung zum Internisten und habilitierte sich im Jahr 1961. Von 1962 bis 1964 und erneut von 1966 bis 1972 war er an der Medizinischen Universitätsklinik in Tübingen  tätig, in den Jahren 1965 und 1966 als Gastforscher am National Institute of Health in  Bethesda-Maryland und am Weill Cornell Medical College in New York. Kaufmann wurde 1967 zum apl. Professor in Marburg ernannt.  1971 erhielt er den Ruf an den Lehrstuhl II für Innere Medizin der Universität zu Köln, den er bis zu seiner Emeritierung im Jahr 1991 innehatte. Zugleich wurde er zum Direktor der Medizinischen Klinik in Köln-Merheim und der Medizinischen Universitäts-Poliklinik ernannt.
Zu Kaufmann Schülern gehörten unter anderem Bruno Allolio, Gerd Fätkenheuer, Ulrich Laaser, Günter Ollenschläger, Martin Reincke, Bernd Salzberger, Matthias Schrappe.  
Besonderes Ansehen erlangte Kaufmann als Autor und Herausgeber zahlreicher medizinischer Standardwerke.
Kaufmann starb 2013 im Alter von 88 Jahren. Seine Grabstätte befindet sich auf dem Kölner Melaten-Friedhof.

## Schriften (Auswahl)
- mit W. Siegenthaler, H. Hornbostel, H.D. Waller: Lehrbuch der Inneren Medizin 3. Auflage. Stuttgart, Thieme 1997
- Internistische Differentialdiagnostik 4. Auflage. Stuttgart, Schattauer 1997

## Ehrungen
- 1961: Fränkel-Preis der Deutschen Gesellschaft für Kreislaufforschung
- 2003: Bundesverdienstkreuz am Bande
- 2009: Ehrendoktor der Staatlichen Medizinischen Akademie I.I. Metschnikow in Sankt Petersburg[5]